# Leucanopsis dinellii
Leucanopsis dinellii är en fjärilsart som beskrevs av Rothschild 1909. Leucanopsis dinellii ingår i släktet Leucanopsis och familjen björnspinnare. Inga underarter finns listade i Catalogue of Life.